# الياسمينة
الياسمينة ، أو الياسمين، هي حلويات جزائرية  مصنوعة من اللوز والفانيليا وأحيانًا بنكهة الياسمين. عندما تستخدم المكسرات في الحشو يتغير اسم الياسمينة إلى القرنقلة .

## الأصل وأصل الكلمة
هذه المعجنات أصلها من مدينة الجزائر. اسمها يأتي من اللغة العربية الجزائرية وتعني " الياسمين ".